# Adelges tardus
Adelges tardus är en insektsart. Adelges tardus ingår i släktet Adelges och familjen barrlöss. Inga underarter finns listade i Catalogue of Life.